# Killer Khan
Killer Khan, pseudonimo di Masashi Ozawa (小沢 正志?, Ozawa Masashi; Tsubame, 6 marzo 1947 – Tokyo, 29 dicembre 2023), è stato un wrestler giapponese, soprannominato "il gigante della Mongolia", interpretava la gimmick di un gigantesco lottatore heel proveniente dalla Mongolia.
Ha avuto una celebre faida con André the Giant. Secondo la storyline, Khan aveva spezzato una caviglia proprio ad André durante un match disputatosi il 2 maggio 1981 a Rochester, New York. In realtà  André si era rotto la caviglia cadendo dal letto la mattina precedente all'incontro. Talvolta, Khan ricorreva alla tecnica detta "Asian Mist" contro gli avversari.

## Carriera
Il personaggio del gigante mongolo interpretato da Ozawa era stato ideato da Karl Gotch. Nel 1979, Ozawa si trasferì in America. L'anno successivo, Khan lottò per la prima volta contro André the Giant in un tag team match per il titolo Georgia Championship Wrestling. In seguito, venne messo sotto contratto dalla World Wrestling Federation, dove ebbe un feud con il WWF Champion Bob Backlund, e con Pedro Morales.

### Faida con André the Giant
Il suo avversario "storico" fu però André the Giant. Durante un match disputatosi nel maggio 1981, Khan ruppe una caviglia ad André (kayfabe), precipitandogli addosso dal paletto del ring. In realtà, il gigante francese si era fratturato la caviglia poco tempo prima cadendo dal letto, ma l'incidente venne inglobato in una storyline per aiutare la fama da heel di Khan. Quando André tornò dall'infortunio, lui e Khan si scontrarono in diversi match per tutto l'anno seguente. Nel novembre 1981 a Philadelphia Andre sconfisse Khan in un "Mongolian Stretcher Match". La rivalità venne premiata da Wrestling Observer Newsletter come "Feud of the Year".
Nel 1984 in Canada nella Stampede Wrestling, Killer Khan ebbe una serie di match con Archie "The Stomper" Gouldie. Il 20 gennaio 1984, vinse il titolo Stampede North American Heavyweight Championship battendo Gouldie in uno Street Fight Match. A marzo, perse la cintura contro Dynamite Kid.
Khan fece un breve ritorno in WWF nel 1987, con manager Mr. Fuji, dove ebbe un feud con Outback Jack. In aggiunta, sfidò in qualche house show il WWF Champion Hulk Hogan perdendo regolarmente ogni incontro. Poco tempo dopo si ritirò dal wrestling.

## Vita privata
Nel 1994 Khan ha recitato nel ruolo di una guardia del corpo nel film 3 Ninjas Kick Back e nel 2006 ha effettuato un cameo nella serie televisiva giapponese Lion-Maru G; ha gestito un ristorante a Tokyo. Era sposato con l'americana Cindy Ozawa, residente negli Stati Uniti, con la quale visse una relazione a distanza in due continenti separati. Aveva tre figli: Yukie, Yoshiko e David Masato, tutti residenti negli Stati Uniti.

## Personaggio
Mosse finali
- Cobra clutch
- Diving knee drop[8]
- One shoulder powerbomb

Manager
- Gary Hart[9]
- Mr. Fuji
- Freddie Blassie[6]

## Titoli e riconoscimenti
- Championship Wrestling from Florida
  - NWA United States Tag Team Championship (Florida version) (1) - con Pak Song

- Mid-South Wrestling Association
  - Mid-South Louisiana Championship (1)
  - Mid-South Mississippi Heavyweight Championship (1)

- Stampede Wrestling
  - Stampede North American Heavyweight Championship (1)

- World Class Championship Wrestling
  - WCCW Television Championship (1)

- Pro Wrestling Illustrated
  - PWI Feud of the Year award in 1981 vs. André the Giant
  - PWI Match of the Year (1981) vs. André the Giant il 2 maggio
  - 176º nella lista dei 500 migliori wrestler durante i PWI Years del 2003.

- Wrestling Observer Newsletter awards
  - Feud of the Year (1981) vs. André the Giant[4]